# Anna (imperatrice)
Anna (in greco Άννα?; 715 circa – 773) era la moglie di Artavasde, uno dei due Imperatori bizantini rivali nella guerra civile che durò dal giugno del 741 al novembre del 743. L'altro imperatore era suo fratello, Costantino V.

## Biografia

### Famiglia
Anna era figlia di Leone III Isaurico e di sua moglie Maria. Era sorella di Costantino V. Avevano due sorelle di nome Irene e Cosmo. I loro nomi e il luogo di sepoltura sono stati riportati nel De ceremoniis di Costantino VII, ma non si sa altro di loro.

### Matrimonio
All'inizio del 710 il trono dell'Impero bizantino era instabile. Giustiniano II era stato deposto e giustiziato nel 711. Alla sua deposizione seguirono i brevi regni di Filippico (711-713), Anastasio II (713-715) e Teodosio III (715-717). Tutti e tre furono elevati al trono dopo un Colpo di Stato da parte di fazioni dell'esercito bizantino.
In questa situazione, secondo la cronaca di Teofane Confessore, Leone, strategos del Thema di Anatolikon e Artavasde, strategos del Thema di Armenia, si allearono nel 715. Il loro obiettivo era la deposizione di Teodosio e l'elevazione di Leone al trono. L'alleanza fu suggellata dal fidanzamento di Anna con Artavasde.
La rivolta fu lanciata due anni dopo e riuscì a raggiungere entrambi gli obiettivi prefissati. Il 25 marzo 717, Leone fu proclamato imperatore a Santa Sofia. Anna era a questo punto un membro della nuova famiglia imperiale. Il suo matrimonio con Artabasdos seguì il successo dell'elevazione del padre. Il marito fu presto nominato kouropalatēs ("padrone del palazzo") e komēs del Thema dell'Opsikion, pur mantenendo il controllo del suo comando originario.

### Imperatrice
La politica religiosa di Leone III divise il Cristianesimo calcedoniano del tempo in iconoclasti e iconoduli. L'imperatore guidava i primi e perseguiva i secondi. Leone III Isaurico morì il 18 giugno 741.
Gli succedette Costantino V, il suo unico figlio maschio conosciuto. Anche Costantino era un Iconoclasta e godeva del sostegno della fazione. D'altra parte, Artavasde raccolse il sostegno degli Iconoduli in preparazione di una rivolta.
Nel giugno del 741/742, Costantino stava attraversando l'Asia Minore per fare una campagna contro il Califfato omayyade di Hisham ibn 'Abd al-Malik sulla frontiera orientale. Le forze di Artavasde attaccarono il cognato durante questo percorso. Sconfitto, Costantino si rifugiò ad Amorio, mentre il vincitore avanzava su Costantinopoli e veniva riconosciuto come imperatore.
Artavasde fu incoronato imperatore dal patriarca Anastasio di Costantinopoli. Anna fu dichiarata Augusta e il figlio Niceforo fu elevato a co-imperatore. Artavasde si dichiarò "Protettore delle Sacre Icone" e cercò di assicurarsi il trono. La sua principale base di appoggio era costituita dall'Armeniakon, dall'Opsikion e dalla provincia di Tracia. Fu riconosciuto come imperatore dai leader religiosi iconoduli, tra cui Papa Zaccaria.
La guerra civile durò circa due anni e si concluse con la sconfitta di Artavasde. La prima grande battaglia ebbe luogo nei pressi di Sardi, in Lidia, nel maggio del 743. Un esercito guidato da Niceta, un altro figlio di Artavasde, fu sconfitto in agosto. Costantino si diresse verso Costantinopoli e riuscì a conquistare la città tre mesi dopo. Artavasde fu deposto il 2 novembre 743.

### Ritiro
Teofane racconta che Costantino fece incarcerare prima Artavasde, Niceforo e Niceta e poi li fece umiliare pubblicamente nell'Ippodromo di Costantinopoli. Tutti e tre furono poi accecati ed esiliati nel monastero di Chora. Secondo La Vita di Michele Sincello:
Dopo aver accecato il marito di sua sorella Anna, il sovrano ortodosso Artabasdus, Costantino lo bandì con la moglie e i nove figli nel suddetto monastero (di Chora, alla periferia di Costantinopoli), dopo aver trasformato il monastero in un alloggio per laici".
Anna e altri sette dei suoi figli, menzionati ma non nominati, li avrebbero seguiti nel loro ritiro monastico. Anna si prese cura del marito e dei figli fino alla loro morte. Tutti furono infine sepolti in Chora. Trent'anni dopo la soppressione della ribellione, Costantino avrebbe costretto Anna a dissotterrare le ossa di Artavasde, a metterle nel suo mantello (pallium) e a gettarle nelle cosiddette tombe di Pelagio, fosse comuni, tra i corpi dei criminali giustiziati.
A un certo punto le reliquie del patriarca Germano I di Costantinopoli furono trasferite a Chora e il monastero divenne un santuario dei martiri iconoduli.
L'anno della sua morte è sconosciuto, ma non viene menzionata dopo il regno del fratello.

## Discendenza
Anna e Artavasde ebbero un numero dichiarato di nove figli:
- Niceta. Strategos di Armenia sotto il padre.
- Niceforo. Coimperatore dal 741 al 743.
- Altri sette figli sconosciuti.

Niceta era il figlio maggiore, poiché nel Chronographikon syntomon del patriarca Niceforo I il suo nome è menzionato prima di quello di Niceforo. Ciò ha indotto il bizantinista Paul Speck, nella sua biografia del 1981 "Artabasdos: Der rechtgläubige Vorkämpfer der göttlichen Lehren: Untersuchungen zur Revolte des Artabasdos und ihrer Darstellung in der byzantinischen Historiographie", a suggerire che Niceta fosse il figlio maggiore, ma di un matrimonio precedente, mentre Niceforo fosse il maggiore avuto nella relazione con Anna.